# آلفرد لوتر
آلفرد لوتر (انگلیسی: Alfred Lutter؛ زادهٔ ۲۱ مارس ۱۹۶۲) بازیگر خردسال پیشین اهل ایالات متحده آمریکا است.
از فیلم‌ها یا برنامه‌های تلویزیونی که وی در آن نقش داشته‌است، می‌توان به آلیس دیگر اینجا زندگی نمی‌کند و عشق و مرگ اشاره کرد.